# Dmitrij Bogrow

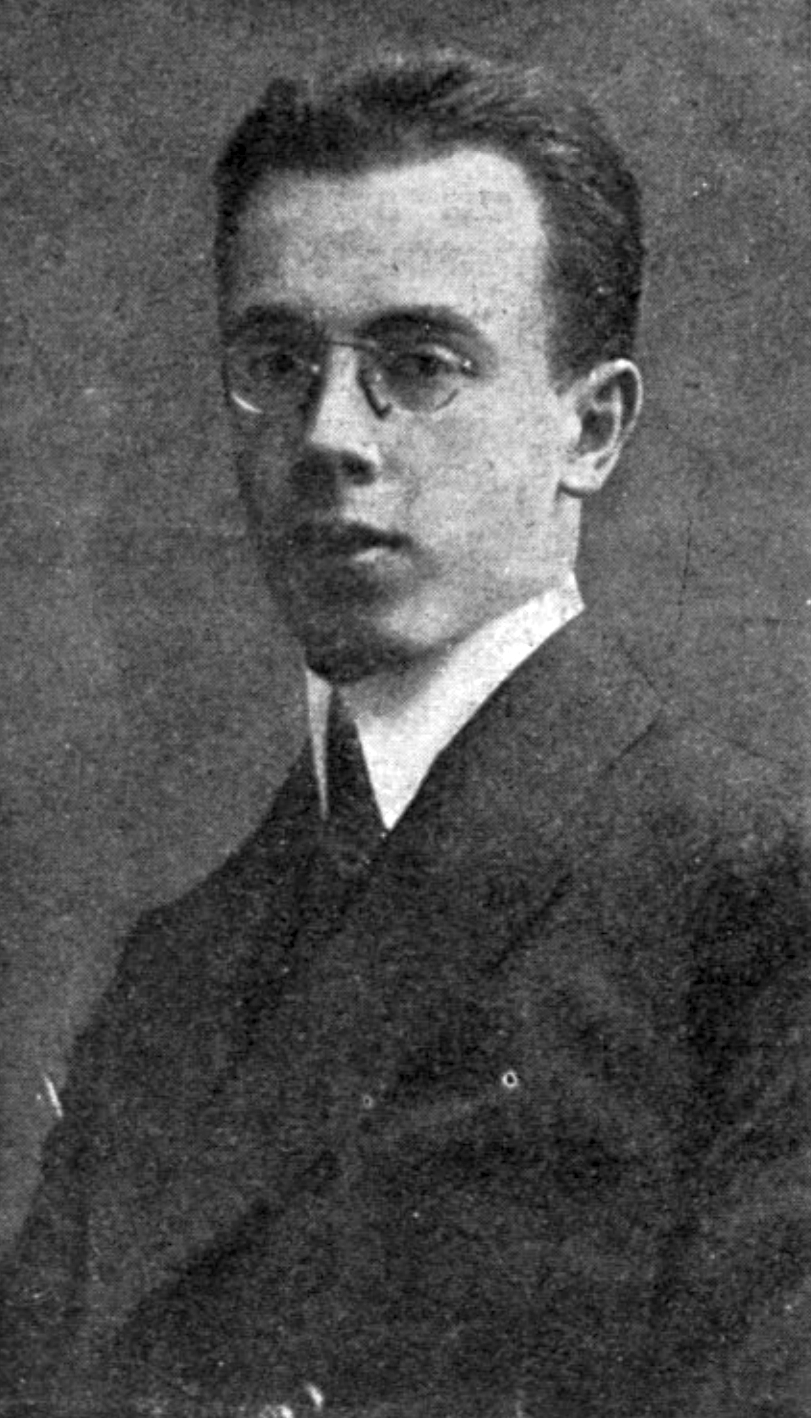
Bogrow w rok przed zamachem i wykonaniem na nim wyroku śmierci (1910)

Dmitrij Grigorjewicz Bogrow, ros. Дмитрий Григорьевич Богров, właśc. Mordechaj Gierszkowicz Bogrow (ur. 29 stycznia?/10 lutego 1887 w Kijowie, zm. 12 września?/25 września 1911 tamże) – podwójny agent pochodzenia żydowskiego. Studiował prawo na Uniwersytecie Ludwika i Maksymiliana w Monachium. Był współpracownikiem carskiej Ochrany, a zarazem członkiem organizacji rewolucyjnych.

## Życiorys
Pochodził z zamożnej rodziny żydowskiej, jego ojciec był adwokatem. Kijowski dom rodzinny Dmitrija wyceniany był na ponad czterysta tysięcy rubli. Nie brakowało mu pieniędzy i często je przepuszczał, był świetnym sportowcem, szachistą, duszą towarzystwa. Jego starszy brat, Władimir, dał się poznać jako bardzo dobry adwokat, natomiast na młodszym Bogrowie studia zostały wymuszone przez ojca, a on sam nie przykładał do nich dużej wagi. Zamiast studiować wolał chodzić do popularnej kawiarenki „Luwr” na spotkania konspiracyjnej młodzieży. Po jednym takim zjeździe Dmitrija aresztowano. Wtedy zaczął współpracować z policją.
Po 1910 wyjechał za granicę. W trakcie podróży zwiedził Humań, Warszawę, Drezno, Monachium, Berlin i Paryż. Wszędzie łatwo nawiązywał kontakty z rewolucjonistami. Podróżował ze znaczną sumą pieniędzy, używał pseudonimu Grigorij. Poza zleconą mu przez policję infiltracją rosyjskiej emigracji, wojaże po Europie pozwoliły młodzieńcowi spełnić marzenie o poznaniu świata i zaspokoić swoją ciekawość.
Mimo początkowej zamożności przepuszczanie pieniędzy szybko wpędziło go w długi. Pieniądze były głównym powodem podjęcia współpracy z policją. Po ukończeniu studiów przez pewien czas pracował jako pomocnik adwokata – to pomogło mu poprawić trochę swoją sytuację finansową. Wkrótce jednak popadł w inne problemy, natury psychicznej. Czuł się opuszczony, samotny, coraz bardziej zniechęcał się do świata. Udawał przed ludźmi, starając się podtrzymać swoją reputację. Do przyjaciela pisał:

Stałem się rozpaczliwym neurastenikiem. Chwała Bogu, dobrze, że jeszcze zachowałem cały zapas fraz, które można jeszcze opowiedzieć w różnych sytuacjach życiowych, i dlatego moja reputacja wesołego młodzieńca, szachisty jeszcze ostatecznie nie przepadła.

a kilka dni później:

Nie mam żadnego interesu w życiu.

Tymczasem na czele rządu rosyjskiego stanął Piotr Stołypin. Przeprowadzane przez niego liczne reformy i represje wobec anarchistów, terrorystów i potencjalnych rewolucjonistów przysporzyły mu wrogów. Wielokrotnie przeprowadzano zamachy na jego życie. Dzięki donosom Bogrowa aresztowano wielu eserowców i anarchistów. Organizacje rewolucyjne, na które donosił, wkrótce odkryły jego podwójną działalność. Dmitrij wyjawił im zamiary Ochrany, bojąc się zemsty z ich strony. Mimo to piął się coraz wyżej w policyjnej hierarchii: jego promotor został pułkownikiem, a sam Bogrow wyższym rangą agentem wywiadu wewnętrznego. Na carskiej służbie używał pseudonimów Alenski oraz Nadieżdin.
Kulabko, komendant kijowskiej policji, który przyjął na służbę Bogrowa, zwlekał z wypłatą pieniędzy za pracę, a część zasług podopiecznego przypisywał sobie. Dmitrij postanowił, że zabije cara albo Stołypina. Podjął również decyzję o morderstwie Kulabki, jednak podczas rozmowy z nim z tego zrezygnował. Ostatecznie postanowił zabić premiera podczas jego wizyty w Kijowie.
1 września?/14 września 1911 w Operze Kijowskiej dokonał udanego zamachu na przewodniczącego Rady Ministrów Piotra Stołypina. Do strzeżonego gmachu dostał się dzięki przepustce, którą posiadał jako agent policji. Ujęty został na gorącym uczynku; prawdopodobnie nie próbował uciekać z miejsca zbrodni. Stanął przed sądem wojskowym, który skazał go na śmierć. Podczas rozprawy zachowywał się spokojnie, nie okazując emocji. Tak też przyjął wyrok. Powieszono go na terenie fortu Łysaja Gora w Kijowie.